# Stjepan Bačić
Stjepan Bačić (Oriovac, Slavonski Brod, 10. rujna 1945. – Zagreb, 21. kolovoza 2018.) bio je hrvatski liječnik, otorinolaringolog i političar, saborski zastupnik HDZ-a i jedan od utemeljitelja stranke.

## Životopis
Rođen je 10. rujna 1945. u Oriovcu kod Slavonskog Broda. Završio studij medicine u Zagrebu i specijalizirao se za otorinolaringologiju. Stekao je naslov primarijusa. Jedan je od osnivača HDZ-a. Od 1990. do 1998. obnašao je dužnost ravnatelja Kliničke bolnice Merkur. Od 1998. do 2000. godine bio je zamjenik ministra zdravstva Republike Hrvatske. Od 2003. do 2008. bio je zastupnik u Hrvatskome državnom saboru. Višegodišnji dopredsjednik "Udruge hrvatskih liječnika dragovoljaca 1990 - 1991." te predsjednik Udruge "Macelj 1945."
Kao predsjednik Udruge Macelj 1945. objavio je monografiju "Macelj 1945.", tiskanu povodom 70. obljetnice masovnoga stradanja hrvatskoga naroda na poratnim križnim putovima, osobito ističući masovna smaknuća u Maceljskoj šumi.